# 木卫二测绘成像光谱仪
木卫二测绘成像光谱仪（MISE）是一台搭载在前往探索木卫二的欧罗巴快船上的近红外光谱成像仪，它将研究木卫二的表面成分，并将与木卫二内部液态海洋的宜居性联系起来。

## 概述
自1979年美国宇航局的旅行者任务飞越木卫二以来，科学家们一直在致力于了解被称为托林的红棕色物质成分，这种物质遍布在木卫二表面的裂缝和其他年轻地质特征上。来自海洋的物质可能通过内部活动被输送到地表，在地表，这些物质暴露在真空、温度、太阳紫外线照射的作用下，并受到夹带在木星磁场中物质的轰击，导致光解和辐解以及新的有机化合物的转化和生成，而地表上的化合物很可能又会重回到下面的海洋中。而可见光到短波红外光谱(VSWIR)是一种众所周知的用于从轨道测绘行星表面主要无机、有机和挥发性物成分的技术。
木卫二测绘成像光谱仪于2015年5月入选欧罗巴快船任务，由喷气推进实验室与约翰斯·霍普金斯大学应用物理实验室联合制造。该仪器的首席研究员是”戴安娜·布兰妮“（Diana Blaney） 博士 。

## 目标

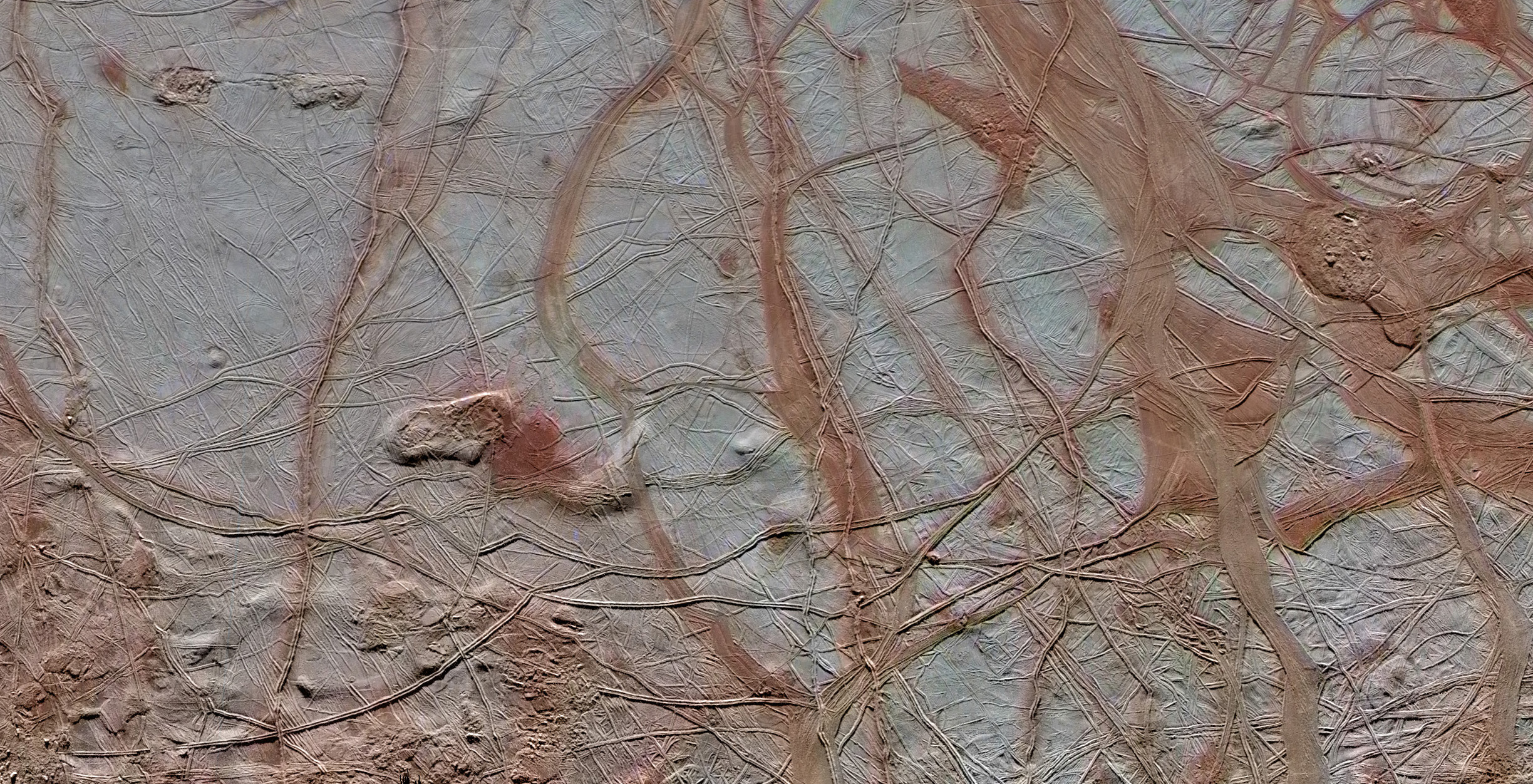
木卫二表面复杂的线状裂缝，可能被托林-各种有机化合物的复杂混合体染色

木卫二测绘成像光谱仪的主要目标是通过在红外光谱中搜索氨基酸特征来确定木卫二是否有支持生命的能力，它可以区分不同类型的氨基酸，如异亮氨酸、亮氨酸及其对映异构。
木卫二测绘成像光谱仪设计可在全球模式（≤10公里）、区域模式（≤300米）和局部模式（~25米）识别和测绘有机物、盐、酸性水合物、水冰相、蚀变硅酸盐和辐解化合物。天体生物学相关化合物分布图和地质活动评估可用来确定木卫二海洋是否拥有维持生命所需的化学能.木卫二测绘成像光谱仪可以为未来的欧罗巴着陆器提供何处可最大可能地探测到有机生命印迹的基本信息。

## 说明
木卫二测绘成像光谱仪是一台在整个飞越或环绕木卫二过程中都可进行有效观察的红外光谱成像仪，能运行在木卫二恶劣的辐射环境中。该设备可侦测光谱范围为0.8-5微米（从近红外到中红外），瞬时视场为250微弧/像素，色带宽度为300活动像素。其中：0.8–2.5微米波段区对于量化水合物和地表主要成分至关重要；而3–5微米光谱段对于检测低丰度有机物、大部分辐解产物以及区分盐和酸性水合物是必需的；有机大分子如托林则在4.57微米和3.4微米处具有光谱特征，这些较长的波长也可用来测量当前活跃区域的热辐射。
原型设备还经受过行星保护所需要的烘烤测试，以确保设计能符合高温灭菌的要求。

## 另请参阅
- 生命起源
- 天体生物学
- 宇宙化学
- 欧罗巴着陆器
- 木星极光红外成像仪 （应用于木星的红外成像光谱仪）